# F.O.C. Darley

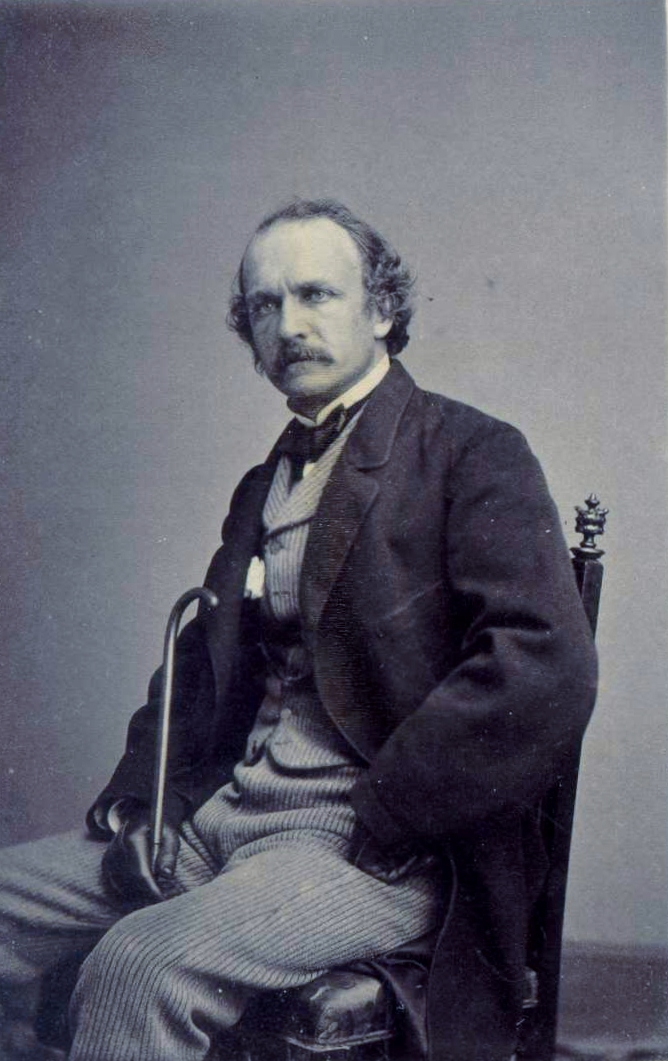
F.O.C. Darley.

Felix Octavius Carr Darley, född 23 juni 1822 i Philadelphia, död 27 mars 1888 i Claymont, Delaware, var en amerikansk illustratör.
Darley vacklade mellan att bli köpman eller konstnär, men övergick till konsten, då hans teckningar fick god avsättning. Han arbetade först för Saturday Museum och Library of Humorous American Works. Sedermera illustrerade han Irvings och Coopers verk samt Dickens och Longfellow, varjämte han från en resa i Europa hemförde många teckningar, som sedan utgavs. I sitt hemland beundras han för fantasi och känsla jämte kraftig humor. 